# Völkl
Völkl är en tysk tillverkare av bland annat alpina skidor och tennisracketar. Företaget ägs sedan 2007 av amerikanska Jarden. I samma koncern ingår även Marker som tillverkar skidbindningar och K2.